# Pfarrkirche Koglhof

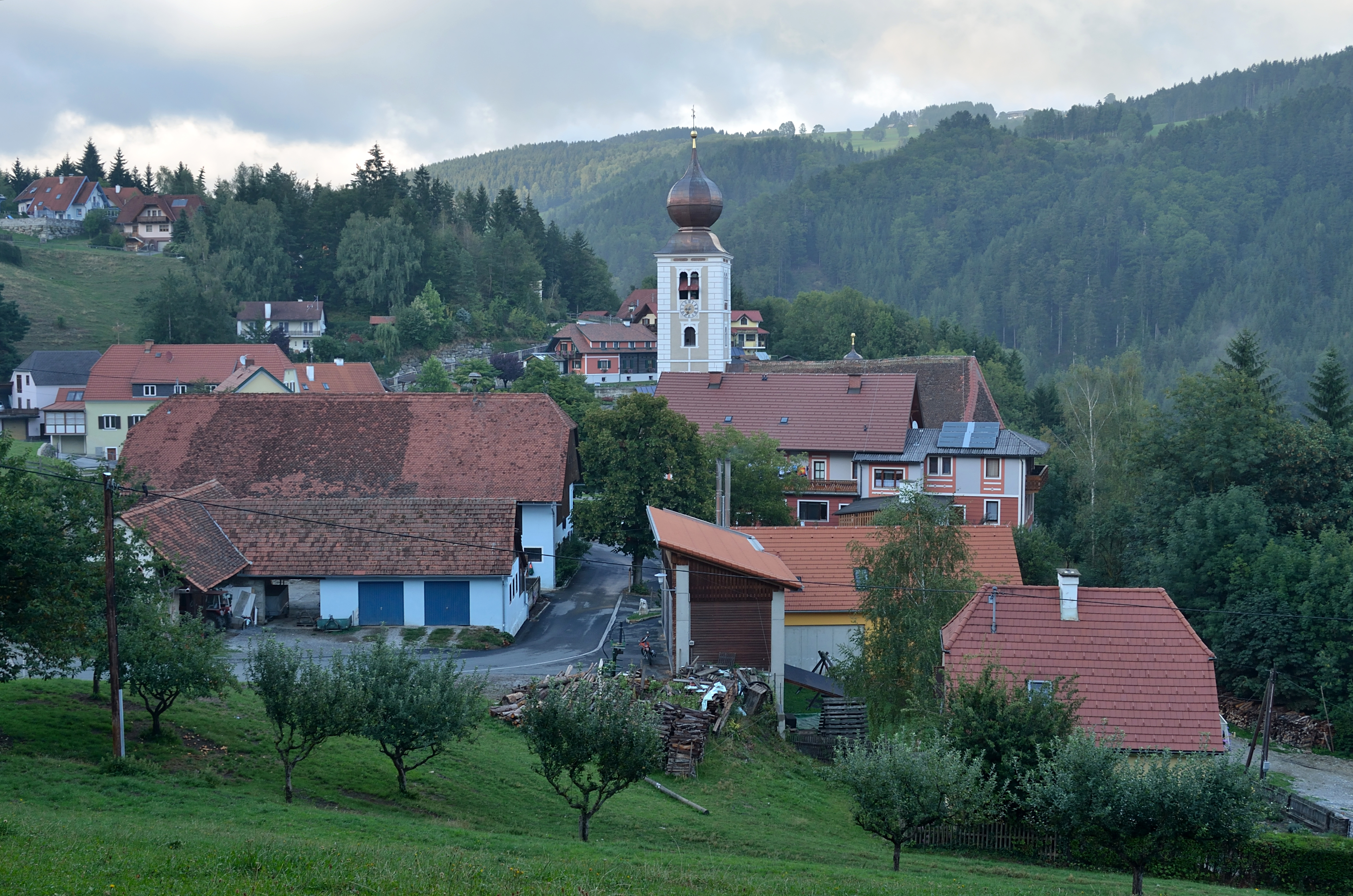
Katholische Pfarrkirche Mariä Heimsuchung in Koglhof

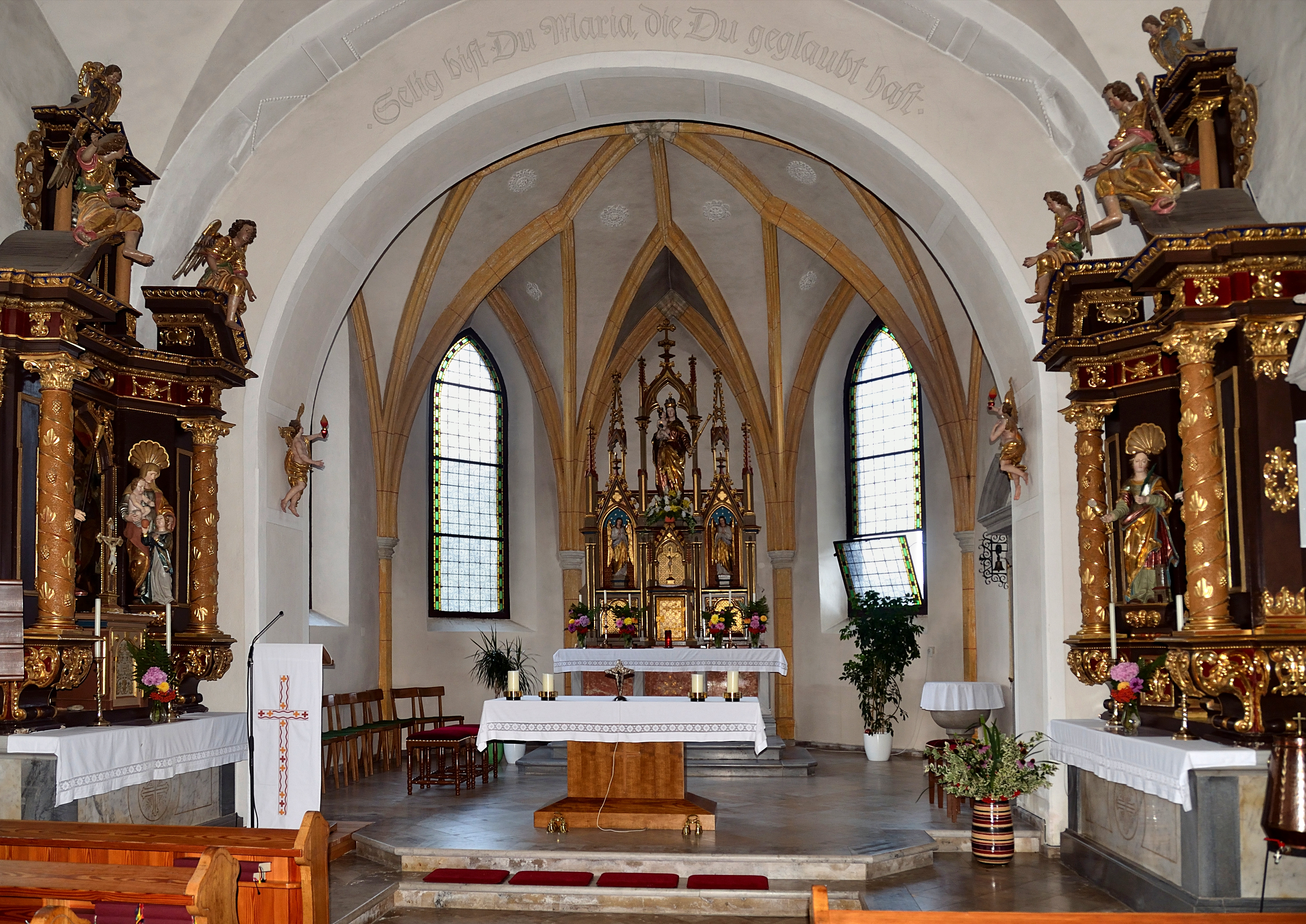
Im Langhaus zum Chor

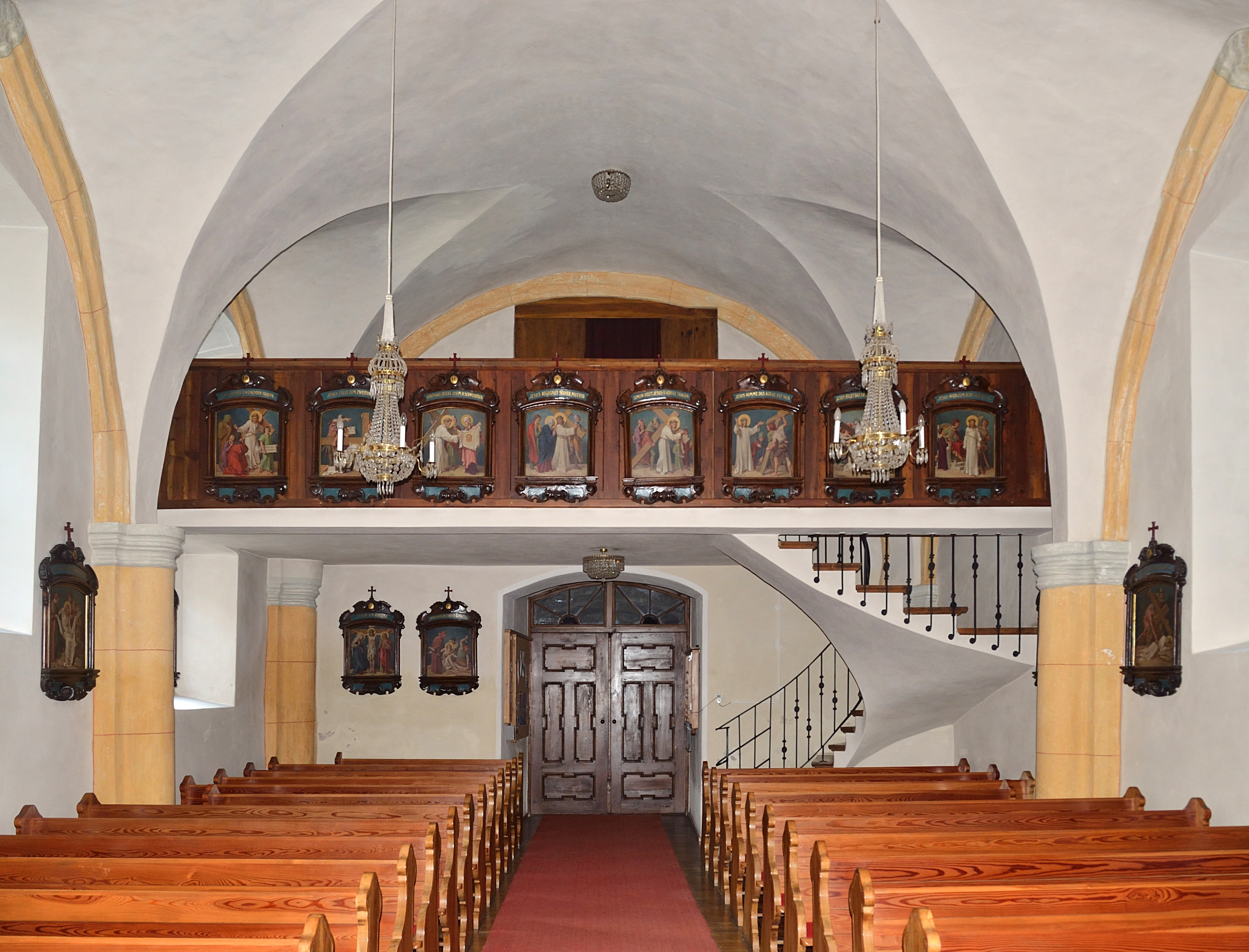
Im Langhaus zur Empore

Die Pfarrkirche Koglhof steht in der ehemaligen Gemeinde Koglhof in der Marktgemeinde Birkfeld im Bezirk Weiz in der Steiermark. Die dem Fest Mariä Heimsuchung geweihte römisch-katholische Pfarrkirche gehört zum Dekanat Birkfeld in der Diözese Graz-Seckau. Die Kirche steht mit der Umfriedung, Toranlage, und Initienbildstöcken unter Denkmalschutz (Listeneintrag).

## Geschichte
Urkundlich wurde vor 1374 eine Kirche genannt. 1788 wurde die Kirche zur Pfarrkirche erhoben.
Der gotische Kirchenbau entstand um 1480. Im vierten Viertel des 17. Jahrhunderts wurde die Kirche barockisiert, das Westportal nennt die Jahresangabe 1683, das Sakristeiportal die Jahresangabe 1691. 1959 und 1967 waren Restaurierungen.

## Architektur
Der Chor hat einen 5/8-Schluss und ein Sternrippengewölbe auf polygonalen Eckdiensten. Vom vierjochigen Langhaus stammen die halbrunden Wandvorlagen, die spitzbogigen Scheidbögen und die Strebepfeiler außen noch vom ursprünglichen, gotischen Bau, wohingegen die Wölbung mit ihrem Stichkappentonnen- und Kreuzgratgewölbe barock ist. Die am dritten Joch nordseitig von Baumeister Remigius Horner 1730 angebaute ovale Annenkapelle schließt mit Kuppel und Laterne ab. Der quadratische Westturm trägt einen Zwiebelhelm und ist mit 1683 bezeichnet.
Die Initienbildstöcke beherbergen Bilder der vier Evangelisten von Anton Fötsch und sind weitgehend ident mit jenen in Strallegg.

## Ausstattung
Der neugotische Hochaltar stammt aus dem Jahr 1881, zwei Seitenaltäre im Knorpelwerkstil aus dem 3. Drittel des 17. Jahrhunderts, die Kanzel vom Ende des 18. Jahrhunderts. Im Durchgang zur Annenkapelle steht die aus dem 2. Viertel des 18. Jahrhunderts stammende, unsignierte Orgel, die Ferdinand Schwarz zugerechnet wird und die ursprünglich in St. Georgen am Gasenbach stand. Die Kreuzwegbilder wurden 1932 geschaffen.